# Kjell Bergqvist

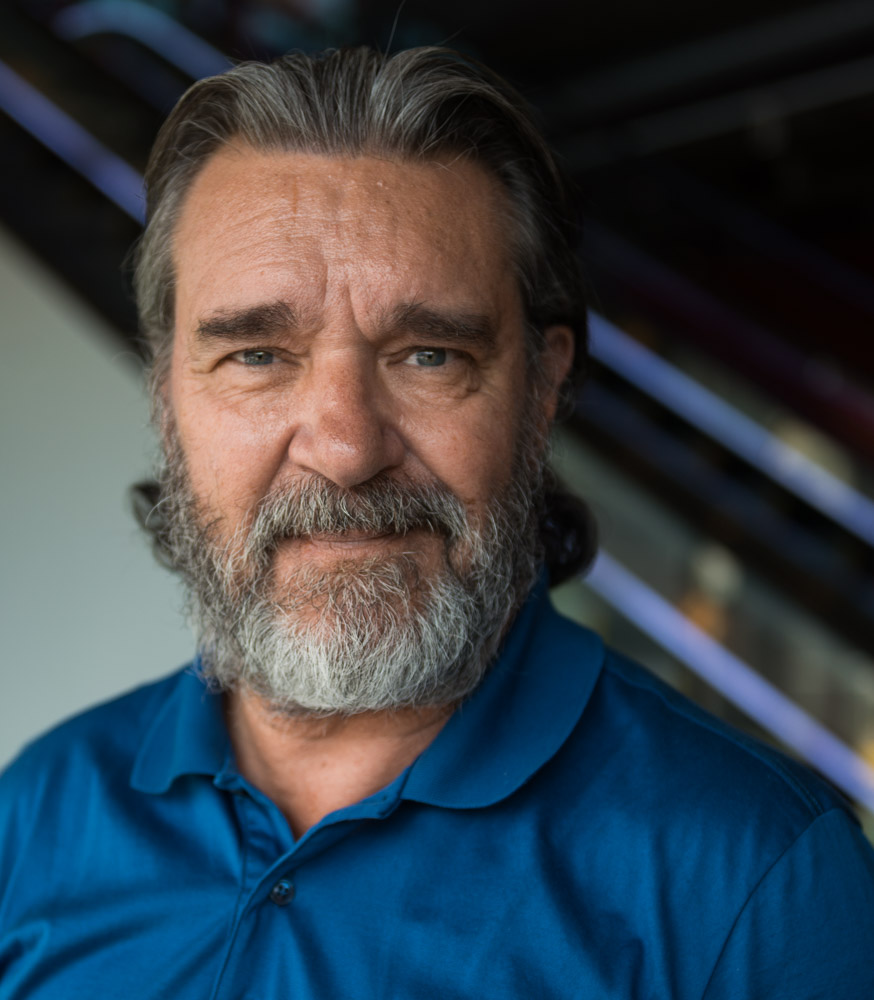
Kjell Bergqvist (2015)

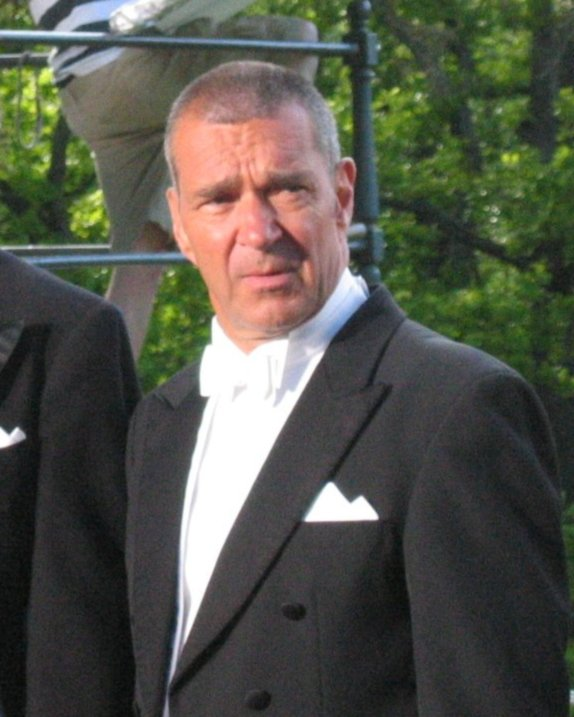
Kjell Bergqvist (2009)

Kjell Bertil Leonard Bergqvist (* 23. Februar 1953 in Enskede, Stockholm, Schweden) ist ein schwedischer Schauspieler.

## Leben
Kjell Bergqvist wurde als Sohn eines Fernfahrers und einer Krankenschwester in eine Arbeiterfamilie hineingeboren. Nach einer schwierigen Jugend mit Alkoholproblemen studierte er Schauspiel an der Dramatens elevskola. Bereits nach seinem Abschluss spielte er regelmäßig am Theater und war in Spielfilmen wie Was zum Teufel, Jack, Liebe einen Sommer lang und Der Mann, der sich in Luft auflöste zu sehen. Größere Bekanntheit erlangte er Mitte der 1990er für seine Darstellung des Lennart Kollberg in der Kriminalreihe Kommissar Beck. 2016 spielte er die männliche Hauptrolle des Tom Stilton in der SVT-Krimiserie Springflut.
Für den schwedischen Filmpreis Guldbagge war Bergqvist bisher viermal nominiert, jeweils zweimal als Bester Hauptdarsteller und als Bester Nebendarsteller. Für seine Hauptrolle Yngve Johansson in Ulf Malmros Familienfilm Liebe in Blechdosen wurde er 2001 und für seine Nebenrolle des Jonny Björk in Malmros Drama Bröllopsfotografen wurde er 2010 ausgezeichnet. Eine weitere Nominierung erhielt er für seine Darstellung von Monica Zetterlunds Vater in Per Flys Musikbiografie Monica Z und für seine Hauptrolle in Mikael Håfströms Literaturverfilmung Leva livet.
Bergqvist war mit dem schwedischen Model und Miss Universe 1984 Yvonne Ryding verheiratet. Das Paar hat zwei gemeinsame Kinder. Eine weitere Tochter hat er aus einer früheren Beziehung. Seit 2004 ist er mit seiner zweiten Ehefrau Karin verheiratet, mit der er ebenfalls ein gemeinsames Kind hat. Nachdem Bergqvist jahrelang in Torshälla lebte, wohnte er ab etwa 2011 in Stockholm.

## Filmografie (Auswahl)
- 1976: Was zum Teufel, Jack (Jack)
- 1979: Liebe einen Sommer lang (En kärleks sommar)
- 1980: Der Mann, der sich in Luft auflöste
- 1988: The Visitors – Besucher im Haus (Besökarna)
- 1992: Der demokratische Terrorist (Den demokratiske terroristen)
- 1993: Alarm in Sköldgatan (Brandbilen som försvann)
- 1993: Der Mann auf dem Balkon (Mannen på balkongen)
- 1993: Die Tote im Göta-Kanal (Roseanna)
- 1994: Der Polizistenmörder (Polismördaren)
- 1997: Selma und Johanna (Selma & Johanna – en roadmovie)
- 2000: Liebe in Blechdosen (Den bästa sommaren)
- 2001: Leva livet
- 2003: Evil (Ondskan)
- 2003: Slim Susie (Smala Sussie)
- 2004: Drowning Ghost
- 2005: Tjenare kungen
- 2006: Göta kanal 2 – Kanalkampen
- 2009: Bröllopsfotografen
- 2010: Ein Pferd für Klara (Klara)
- 2011: Night Hunt – Die Zeit des Jägers (Försvunnen)
- 2013: Monica Z
- 2013: Tod eines Pilgers (En pilgrims död, Miniserie, drei Folgen)
- 2014: Der vierte Mann (Den fjärde mannen, Miniserie, zwei Folgen)
- 2016: Springflut (Springfloden, Fernsehserie)
- seit 2020: Kommissar Bäckström (Bäckström, Fernsehserie)